# جزية المال (تيتيان)
جزية المال هي لوحة زيتية رسمها تيتيان في عام 1516، اللوحة حالياً ضمن مقتنيات معرض الأساتذة القدامى في مدينة درسدن.